# Aaron Abrams
Aaron Abrams es un actor y guionista canadiense que ha trabajado tanto en cine como en televisión.
Aaron Abrams ha participado en varios papeles regulares y recurrentes en televisión, incluyendo Children Ruin Everything, Masters of Sex, Rookie Blue, Slings & Arrows, Longmire, The Oath, Blindspot, Blue Bloods y Hannibal. También ha tenido papeles secundarios en los dramas Amelia con Hilary Swank, Flash of Genius con Greg Kinnear y la franquicia Code 8.
Además, Aaron Abrams ha escrito y producido varias películas, siendo especialmente conocido por la exitosa comedia de Netflix The Lovebirds, protagonizada por Kumail Nanjiani e Issa Rae. También ha escrito y producido comedias aclamadas por la crítica como The Go-Getters y Young People Fucking, así como la serie de televisión The L.A. Complex.

## Filmografía

### Cine
| Año  | Título                       | Personaje                           | Notas                                  |
| ---- | ---------------------------- | ----------------------------------- | -------------------------------------- |
| 2003 | The In-Laws                  | Alumno                              |                                        |
| 2003 | The Gospel of John           |                                     |                                        |
| 2004 | Resident Evil: Apocalypse    | Asistente                           |                                        |
| 2004 | Safe                         | Manny                               | Cortometraje                           |
| 2004 | Siblings                     | Pastor                              |                                        |
| 2005 | Sabah                        | Paramédico                          |                                        |
| 2005 | Cinderella Man               |                                     |                                        |
| 2006 | Zoom                         | Corporal Lipscombe                  |                                        |
| 2006 | Couldn't Be Happier          | Dwayne                              | Cortometraje                           |
| 2007 | Firehouse Dog                | Policía en el puente                |                                        |
| 2007 | Young People Fucking         | Matt                                | También escritor y productor ejecutivo |
| 2007 | Paradise                     | Mitch                               | Cortometraje                           |
| 2008 | Flash of Genius              | Ian Meillor                         |                                        |
| 2008 | Cyborg Soldier               | Tyler Voller                        |                                        |
| 2009 | At Home by Myself...With You | Guy                                 |                                        |
| 2009 | Amelia                       | Slim Gordon                         |                                        |
| 2010 | The Chicago 8                | Lee Weiner                          |                                        |
| 2011 | Dave vs Death                | Dave Kane                           | Cortometraje                           |
| 2011 | Take This Waltz              | Aaron                               |                                        |
| 2011 | 388 Arletta Avenue           | Alex                                |                                        |
| 2012 | Jesus Henry Christ           | El padre de Malcolm / Nurse Stewart |                                        |
| 2013 | It Was You Charlie           | Tom                                 |                                        |
| 2015 | Closet Monster               | Peter Madly                         |                                        |
| 2015 | Never Happened               | Grady                               | Cortometraje                           |
| 2015 | Regression                   | Farrell                             |                                        |
| 2016 | Code 8                       | Freddie Berko                       | Cortometraje                           |
| 2016 | The Press Conference         | Mark                                | Cortometraje                           |
| 2016 | Enfant Terrible              | Jack                                | Cortometraje                           |
| 2017 | From Jennifer                | Ralph Sinclair                      |                                        |
| 2018 | Final Offer                  | Henry                               | Cortometraje                           |
| 2018 | The Open House               | Brian Wallace                       |                                        |
| 2018 | Nose to Tail                 |                                     |                                        |
| 2018 | The Go-Getters               | Owen                                | También escritor                       |
| 2019 | Code 8                       | Davis                               |                                        |
| 2020 | The Lovebirds                | Paramédico                          | También escritor y productor           |
| 2024 | Code 8: Part II              | Davis                               |                                        |
| 2024 | Levels                       | Hunter                              |                                        |
| 2025 | Clown in a Cornfield         | Dr. Maybrook                        |                                        |

### Televisión
| Año        | Título                                          | Personaje                                                            | Notas                              |
| ---------- | ----------------------------------------------- | -------------------------------------------------------------------- | ---------------------------------- |
| 2003       | Ice Bound: A Woman's Survival at the South Pole | Paciente #2                                                          | Película para televisión           |
| 2003       | Tarzan                                          | Ralph                                                                | Episodio: "Surrender"              |
| 2003, 2006 | Slings & Arrows                                 | Paul                                                                 | 6 episodios                        |
| 2004       | Kevin Hill                                      | Chico sexy repartidor de agua                                        | Episodio: "Making the Grade"       |
| 2005       | This Is Wonderland                              | Guardia de seguridad                                                 | 2 episodios                        |
| 2005       | Kojak                                           | Anthony "Tone" Tosetti                                               | Episodio: "All That Glitters"      |
| 2005       | Trump Unauthorized                              | Reportero paparazzi                                                  | Película para televisión           |
| 2005       | Stargate Atlantis                               | Kanayo                                                               | 2 episodios                        |
| 2006       | The State Within                                | Matthew Weiss                                                        | 6 episodios                        |
| 2006, 2008 | Runaway                                         | Tannen                                                               | 4 episodios                        |
| 2007       | The Jane Show                                   | Garth Gardiner                                                       | Episodio: "A Jane in the Crowd"    |
| 2007       | Til Death Do Us Part                            | Ben Milford                                                          | Episodio: "Murder Mystery Weekend" |
| 2007       | Little Mosque on the Prairie                    | Dave Sharpe                                                          | Episodio: "Public Access"          |
| 2008       | MVP                                             | Rob Cartwright                                                       | Episodio: "Double Overtime"        |
| 2009       | Flashpoint                                      | Joel Graves                                                          | Episodio: "Business as Usual"      |
| 2009       | The Good Times Are Killing Me                   | Gary                                                                 | Película para televisión           |
| 2009       | The Dating Guy                                  | Archangel (voz)                                                      | Episodio: "Bonnie & Mark"          |
| 2009       | 12 Men of Christmas                             | Les Pizula                                                           | Película para televisión           |
| 2009–2011  | Producing Parker                                | Simon Nolan (voz)                                                    | 26 episodios                       |
| 2010–2011  | Rookie Blue                                     | El detective Donovan Boyd                                            | 8 episodios                        |
| 2011       | Bob's Burgers                                   |                                                                      | Productor consultor (12 episodios) |
| 2011       | NCIS: Los Angeles                               | Hector Lee                                                           | Episodio: "Overwatch"              |
| 2011       | Mayday                                          | Patrick Harten                                                       | Episodio: "Hudson River Runway"    |
| 2012       | The L.A. Complex                                | Ricky Lloyd                                                          | 6 episodios                        |
| 2013       | Played                                          | Marcus Jakes                                                         | Episodio: "Fights"                 |
| 2013–2015  | Hannibal                                        | Brian Zeller                                                         | 26 episodios                       |
| 2014       | Longmire                                        | Vogel                                                                | Episodio: "Ashes to Ashes"         |
| 2014       | Republic of Doyle                               | Dr. Jon Ronan                                                        | 4 episodios                        |
| 2014       | NCIS                                            | Todd Price                                                           | Episodio: "The Searchers"          |
| 2015       | CSI: Cyber                                      | Patrick Murphy                                                       | Episodio: "Killer En Route"        |
| 2016       | Faking It                                       | Josh                                                                 | Episodio: "Third Wheels"           |
| 2016       | Murder in the First                             | Doug Schwartz                                                        | Episodio: "Follow the Money"       |
| 2016       | Masters of Sex                                  | Randy                                                                | 3 episodios                        |
| 2016–2020  | Blindspot                                       | Matthew Weitz                                                        | 23 episodios                       |
| 2017       | Grey's Anatomy                                  | Lance                                                                | Episodio: "In the Air Tonight"     |
| 2018       | Spider-Man                                      | Tinkerer / Viejo fanático del béisbol / Oficial de policía (1) (voz) | 2 episodios                        |
| 2022       | Children Ruin Everything                        | James                                                                | Rol principal                      |
| 2023       | Quantum Leap                                    | Sgt. Ronny Abrams                                                    | Episodio: "This Took Too Long!"    |